# Coppa delle nazioni oceaniane 2016
La Coppa delle nazioni oceaniane 2016 (in lingua inglese 2016 OFC Nations Cup) è stata la 10ª edizione di questo torneo di calcio continentale per squadre nazionali maggiori maschili organizzato dall'OFC e la cui fase finale si è svolta in Papua Nuova Guinea dal 28 maggio all'11 giugno 2016.
A vincere il torneo è stata la Nuova Zelanda, che ha trionfato per la quinta volta, stabilendo un nuovo primato e acquisendo il diritto di partecipare alla FIFA Confederations Cup 2017 in Russia.

## Qualificazioni
Le sette squadre membri dell'OFC con il più alto coefficiente FIFA sono qualificate direttamente alla fase finale della manifestazione. Ad esse si è aggregata la nazionale vincitrice delle qualificazioni.

## Squadre partecipanti alla fase finale
| Pr. | Squadra            | Data di qualificazione certa | Partecipante in quanto          | Ultima presenza                    |
| --- | ------------------ | ---------------------------- | ------------------------------- | ---------------------------------- |
| 1   | Figi               | 29 marzo 2014                | Qualificata di diritto          | Coppa delle nazioni oceaniane 2012 |
| 2   | Nuova Zelanda      | 29 marzo 2014                | Qualificata di diritto          | Coppa delle nazioni oceaniane 2012 |
| 3   | Nuova Caledonia    | 29 marzo 2014                | Qualificata di diritto          | Coppa delle nazioni oceaniane 2012 |
| 4   | Vanuatu            | 29 marzo 2014                | Qualificata di diritto          | Coppa delle nazioni oceaniane 2012 |
| 5   | Tahiti             | 29 marzo 2014                | Qualificata di diritto          | Coppa delle nazioni oceaniane 2012 |
| 6   | Isole Salomone     | 29 marzo 2014                | Qualificata di diritto          | Coppa delle nazioni oceaniane 2012 |
| 7   | Papua Nuova Guinea | 29 marzo 2014                | Qualificata di diritto          | Coppa delle nazioni oceaniane 2012 |
| 8   | Samoa              | 4 settembre 2015             | Vincitrice delle qualificazioni | Coppa delle nazioni oceaniane 2012 |

## Arbitri
Per la competizione, sono stati selezionati dieci arbitri e dodici assistenti.
Arbitri
- Ravitesh Behari
- Mederic Lacour
- Matthew Conger
- Nicholas Waldron
- Anio Amos
- George Time
- Norbert Hauata
- Kader Zitouni
- Robinson Banga
- Joel Hopken

Assistenti
- John Pareanga
- Ravinesh Kumar
- Avinesh Narayan
- Bertrand Brial
- Mark Rule
- Norman Sali
- Noah Kusunan
- Johnny Niabo
- Phillippe Revel
- Folio Moeaki
- Tevita Makasini
- Hilmon Sese

## Sorteggio della fase a gironi

### Fasce
Il ranking al momento del sorteggio è indicato tra parentesi.
| Urna 1                                                                              | Urna 2                                                                                            |
| ----------------------------------------------------------------------------------- | ------------------------------------------------------------------------------------------------- |
| - Nuova Zelanda (136) - Nuova Caledonia (167) - Tahiti (188) - Isole Salomone (191) | - Vanuatu (197) - Figi (199) - Papua Nuova Guinea (202) - Samoa (196) vincitrice turno precedente |

## Fase a gironi[3]
Si qualificano alla fase a eliminazione diretta le prime due squadre classificate di ogni gruppo.

### Gruppo A
| Pos | Squadra            | G | V | N | P | GF | GS | DG  | Pt | Risultato                        |
| --- | ------------------ | - | - | - | - | -- | -- | --- | -- | -------------------------------- |
| 1   | Papua Nuova Guinea | 3 | 1 | 2 | 0 | 11 | 3  | +8  | 5  | Qualificate alla fase successiva |
| 2   | Nuova Caledonia    | 3 | 1 | 2 | 0 | 9  | 2  | +7  | 5  | Qualificate alla fase successiva |
| 3   | Tahiti             | 3 | 1 | 2 | 0 | 7  | 3  | +4  | 5  |                                  |
| 4   | Samoa              | 3 | 0 | 0 | 3 | 0  | 19 | −19 | 0  |                                  |

| Arbitro: | Matthew Conger |

|           |           |           |
| Semmy 41’ | Marcatori | 84’ Saiko |

| Arbitro: | Ravitesh Behari |

|                                            |           |  |
| T. Tehau 2’, 5’ Chong Hue 15’ A. Tehau 39’ | Marcatori |  |

| Arbitro: | Nick Waldron |

|                   |           |                           |
| Gunemba 45+1’ 64’ | Marcatori | 66’ Tehau A. 76’ Tehau T. |

| Arbitro: | Robinson Banga |

|                                                                                       |           |  |
| Kayara 18’, 30’ Nemia 28’ Zéoula 38’ (rig.) Wadriako 53’ Cexome 79’ Dahité 89’ (rig.) | Marcatori |  |

| Arbitro: | Joel Hopkken |

|                                                                     |           |  |
| Foster 13’, 51’ Gunemba 33’, 63’, 83’ Dabinyaba 58’, 74’ Upaiga 67’ | Marcatori |  |

| Arbitro: | Nick Waldron |

|                |           |         |
| T. Tehau 90+2’ | Marcatori | 80’ Kaï |

### Gruppo B
| Pos | Squadra        | G | V | N | P | GF | GS | DG | Pt | Risultato                        |
| --- | -------------- | - | - | - | - | -- | -- | -- | -- | -------------------------------- |
| 1   | Nuova Zelanda  | 3 | 3 | 0 | 0 | 9  | 1  | +8 | 9  | Qualificate alla fase successiva |
| 2   | Isole Salomone | 3 | 1 | 0 | 2 | 1  | 2  | −1 | 3  | Qualificate alla fase successiva |
| 3   | Figi           | 3 | 1 | 0 | 2 | 4  | 6  | −2 | 3  |                                  |
| 4   | Vanuatu        | 3 | 1 | 0 | 2 | 3  | 8  | −5 | 3  |                                  |

| Arbitro: | Norbert Hauata |

|                                            |           |                      |
| Tzīmopoulos 16’ Fallon 41’ Wood 61’ (rig.) | Marcatori | 45+2’ (rig.) Krishna |

| Arbitro: | Médéric Lacour |

|  |           |           |
|  | Marcatori | 19’ Donga |

| Arbitro: | Anio Amos |

|  |           |                                                       |
|  | Marcatori | 4’, 5’ Wood 10’ McGlinchey 19’ Fallon 45’ Barbarouses |

| Arbitro: | Kader Zitouni |

|  |           |                    |
|  | Marcatori | 85’ (rig.) Krishna |

| Arbitro: | Kader Zitouni |

|                         |           |                                                |
| Kautoga 51’ Krishna 69’ | Marcatori | 19’ Fred 41’ Masauvakalo 75’ (rig.) B. Kaltack |

| Arbitro: | Norbert Hauata |

|           |           |  |
| Adams 80’ | Marcatori |  |

## Fase a eliminazione diretta

### Tabellone
|  | Semifinali         | Semifinali         | Semifinali          |                     |                    | Finale             | Finale | Finale |  |
|  |                    |                    |                     |                     |                    |                    |        |        |  |
|  | Papua Nuova Guinea | Papua Nuova Guinea | 2                   |                     |                    |                    |        |        |  |
|  | Papua Nuova Guinea | Papua Nuova Guinea | 2                   |                     |                    |                    |        |        |  |
|  | Isole Salomone     | Isole Salomone     | 1                   |                     |                    |                    |        |        |  |
|  | Isole Salomone     | Isole Salomone     | 1                   |                     | Papua Nuova Guinea | Papua Nuova Guinea | 0 (2)  |        |  |
|  |                    |                    |                     |                     | Papua Nuova Guinea | Papua Nuova Guinea | 0 (2)  |        |  |
|  |                    |                    | Nuova Zelanda (dtr) | Nuova Zelanda (dtr) | 0 (4)              |                    |        |        |  |
|  | Nuova Zelanda      | Nuova Zelanda      | Nuova Zelanda (dtr) | Nuova Zelanda (dtr) | 0 (4)              | 1                  |        |        |  |
|  | Nuova Zelanda      | Nuova Zelanda      |                     |                     |                    |                    |        |        |  |
|  | Nuova Caledonia    | Nuova Caledonia    | 0                   |                     |                    |                    |        |        |  |

#### Semifinali
| Arbitro: | Kader Zitouni |

|          |           |  |
| Wood 49’ | Marcatori |  |

| Arbitro: | Matthew Conger |

|                          |           |           |
| Foster 38’ Dabinyaba 82’ | Marcatori | 41’ Molea |

#### Finale
| Arbitro: | Norbert Hauata |

|                                      |                      |                             |
| Fallon McGlinchey Dyer Brockie Rojas | Tiri di rigore 4 – 2 | Upaiga Semmy Foster Gunemba |

| Nuova Zelanda | Papua Nuova Guinea |

|                 |    |                           |       |     |
|                 |    |                           |       |     |
| GK              | 1  | Stefan Marinovic          |       |     |
| RWB             | 16 | Louis Fenton              | 27’   |     |
| CB              | 5  | Michael Boxall            | 48’   |     |
| CB              | 17 | Luke Adams                |       |     |
| CB              | 18 | Sam Brotherton            |       |     |
| LWB             | 2  | Kip Colvey                | 61’   |     |
| CM              | 13 | Monty Patterson           |       | 53’ |
| CM              | 8  | Michael McGlinchey        | 90+2’ |     |
| AM              | 6  | Bill Tuiloma              |       | 71’ |
| ST              | 7  | Kosta Barbarouses         |       | 55’ |
| ST              | 14 | Rory Fallon (c)           |       |     |
| A disposizione: |    |                           |       |     |
| GK              | 12 | Max Crocombe              |       |     |
| GK              | 23 | Tamati Williams           |       |     |
| MF              | 3  | Matthew Ridenton          |       |     |
| MF              | 11 | Marco Rojas               |       | 53’ |
| ST              | 15 | Jeremy Brockie            |       | 55’ |
| MF              | 20 | Te Atawhai Hudson-Wihongi |       |     |
| MF              | 21 | Logan Rogerson            |       |     |
| MF              | 22 | Moses Dyer                |       | 71’ |
| Allenatore:     |    |                           |       |     |
| Anthony Hudson  |    |                           |       |     |

| GK                  | 20 | Ronald Warisan   |      |      |
| RB                  | 2  | Daniel Joe       |      |      |
| CB                  | 5  | Felix Komolong   |      |      |
| CB                  | 4  | Alwin Komolong   |      |      |
| LB                  | 19 | Koriak Upaiga    |      |      |
| CM                  | 14 | Emmanuel Simon   |      | 115’ |
| CM                  | 12 | David Muta (c)   |      |      |
| RW                  | 9  | Nigel Dabinyaba  |      |      |
| AM                  | 8  | Michael Foster   | 35’  |      |
| LW                  | 18 | Tommy Semmy      | 20’  |      |
| ST                  | 7  | Raymond Gunemba  | 117’ |      |
| A disposizione:     |    |                  |      |      |
| GK                  | 1  | Ishmael Pole     |      |      |
| DF                  | 3  | Valentine Nelson |      |      |
| ST                  | 6  | Patrick Aisa     |      |      |
| MF                  | 10 | Obert Bika       |      |      |
| MF                  | 11 | Wira Wama        |      |      |
| DF                  | 13 | Roland Bala      |      |      |
| DF                  | 15 | Philip Steven    |      |      |
| DF                  | 16 | Jeremy Yasasa    |      |      |
| MF                  | 17 | Jacob Sabua      |      | 115’ |
| DF                  | 21 | Sammie Campbell  |      |      |
| DF                  | 22 | Otto Kusunan     |      |      |
| MF                  | 23 | Leslie Kalai     |      |      |
| Allenatore:         |    |                  |      |      |
| Flemming Serritslev |    |                  |      |      |

## Marcatori
5 reti
- Raymond Gunemba

4 reti
- Chris Wood
- Teaonui Tehau

3 reti
- Roy Krishna
- Nigel Dabinyaba
- Michael Foster

2 reti
- Roy Kayara
- Rory Fallon
- Alvin Tehau

1 rete
- Samuela Kautoga
- Joerisse Cexome
- Jefferson Dahité
- Bertrand Kaï
- Kevin Nemia
- Jean-Philippe Saïko
- Jean-Brice Wadriako
- César Zéoula
- Luke Adams
- Kosta Barbarouses
- Michael McGlinchey
- Themistoklīs Tzīmopoulos
- Tommy Semmy
- Koriak Upaiga
- Jerry Donga
- Judd Molea
- Steevy Chong Hue
- Dominique Fred
- Brian Kaltack
- Fenedy Masauvakalo